# Cmentarz żydowski w Jarocinie (województwo wielkopolskie)
Cmentarz żydowski w Jarocinie – pierwsze wzmianki o kirkucie w Jarocinie pochodzą z II połowy XVIII wieku. Wskutek dewastacji z okresu II wojny światowej do naszych czasów zachowały się jedynie pojedyncze obmurowania grobów.